# ستيفاني غوتيريز
ستيفاني يوارليس غوتيريز غوتيريز (بالإسبانية: Sthefany Gutiérrez)‏ من مواليد 10 كانون الثاني/يناير 1999، هي ممثلة وعارضة أزياء فنزويليّة وملكة جمال فنزويلا لعام 2017 حيثُ مثلت ولاية دلتا أماكورو في المسابقة المحليّة فيما مثلت دولة فنزويلا في مسابقة ملكة جمال الكون عام 2018 وقد حلّت في المركزِ الثالث (الوصيفة الثانيّة).

## الحياة المهنية

### الحياة المُبكّرة
وُلدت غوتيريز في مدينة برشلونة بولاية أنزواتغي. حضرت جامعة سانتا ماريا في بويرتو لا كروز.

### المجال الفنّي
خلال حفل نهاية ملكة جمال فنزويلا عام 2017 الذي عُقدَ يوم التاسع من نوفمبر عام 2017؛ تُوّجت غوتيريز ملكة جمال الدولة نُسخة 2017. مثّلت ستيفاني دولتها فنزويلا في مسابقة ملكة جمال الكون لعام 2018 وقد نجحت في الحصول على المركزِ الثالثِ فيمَا نالت اللقب العارِضة الفلبينيّة كاتريونا غراي.